# Bruno Retailleau
Bruno Retailleau, né le 20 novembre 1960 à Cholet (Maine-et-Loire), est un homme politique français. Il est ministre de l'Intérieur depuis le 21 septembre 2024 dans le gouvernement Barnier puis dans le gouvernement Bayrou.
Élu en 1988 au conseil général de la Vendée (qu'il préside de 2010 à 2015), il est député de 1994 à 1997 puis sénateur de la Vendée de 2004 à 2024 et président du conseil régional des Pays de la Loire de 2015 à 2017.
D'abord membre du Mouvement pour la France de Philippe de Villiers, qu'il quitte en 2010, il adhère à l'Union pour un mouvement populaire (devenu Les Républicains) dont il préside le groupe au Sénat de 2014 à 2024 et dont il échoue à devenir président en 2022 face à Éric Ciotti. Il est également président du club de réflexion politique Force républicaine depuis 2017.
Après sa nomination au ministère de l'Intérieur, sa notoriété se renforce, en particulier parmi les adhérents et sympathisants des Républicains. Bénéficiant de cette dynamique, il est élu président du parti face à Laurent Wauquiez le 18 mai 2025.
Il est généralement considéré comme faisant partie de l’aile droite de son parti.

## Famille et études
Fils d'un négociant en grains, Bruno Retailleau naît le 20 novembre 1960 à Cholet. Aîné d'une famille de quatre enfants, il grandit à Saint-Malô-du-Bois, commune du canton de Mortagne-sur-Sèvre, dans le bocage vendéen et à sept kilomètres du Puy du Fou. Son grand-père Lucien puis son père Michel ont été maires de son village de naissance, Saint-Malô-du-Bois,,.
Il apprend l'équitation à l'âge de 10 ans, et s'intéresse au dressage ainsi qu'au cheval ibérique.
Il étudie au lycée Saint-Gabriel de Saint-Laurent-sur-Sèvre en Vendée, établissement dont l’enseignement représente l’une des trois branches de la spiritualité montfortaine et mariale.
Entre 1982 et 1983, Bruno Retailleau effectue son service militaire à Saumur, d’abord au sein de l'École d'application de l'arme blindée cavalerie où il est élève officier de réserve ; il accède ensuite au grade d'aspirant et rejoint un corps de troupe, selon ce parcours standard.
Bruno Retailleau est diplômé de l'Institut d'études politiques de Paris (service public, 1985) après une maîtrise de sciences économiques à l'université de Nantes,.
Catholique pratiquant, il est marié à une médecin et père de trois enfants. Il n'a pas de lien de parenté avec Sylvie Retailleau, ancienne ministre de l'Enseignement supérieur.

## Carrière professionnelle

### Dirigeant du Puy du Fou
Passionné d'équitation, c'est en participant comme cavalier bénévole à La Cinéscénie du Puy du Fou (en Vendée) que Bruno Retailleau est repéré, dès l’âge de 17 ans, par Philippe de Villiers,. Ce dernier, créateur du spectacle, en fait vite son second et lui confie en 1987 la mise en scène de La Cinéscénie pour une période qui va durer vingt-deux ans,.
En 1989, à la création de la société anonyme du « Grand Parc » (initialement « Le Grand Parcours »), qui gère le parc d'attractions associé à la Cinéscénie, il en devient le président,.
Retailleau devient membre du MPF de Philippe de Villiers dès 1994 et évolue pour atteindre diverses responsabilités au département, à l'Assemblée nationale, au Sénat.
En 1997, il est impliqué dans un scandale de tricherie lors de l'émission Intervilles, où il aide son équipe à gagner en relayant des informations fournies par l'animateur Olivier Chiabodo. Ce scandale, révélé par Le Canard enchaîné et l'émission Arrêt sur images, conduit au licenciement de Chiabodo. Bruno Retailleau n'a jamais nié les faits mais ne les a pas commentés publiquement,,.
Le MPF se radicalise au milieu des années 2000, ce qui dérange Retailleau. Le Premier ministre François Fillon lui propose par deux fois d'entrer dans ses gouvernements, ce qu'il refuse pour rester dans le parti,.
En janvier 2010, Retailleau est exclu brutalement de la société du Puy du Fou,, sans explication, même si un différend politique pourrait l'expliquer, selon certains médias. L’ouvrage Puy du Fou : La grande trahison (2019) de Christine Chamard — ancienne journaliste et ancienne bénévole au Puy du Fou pendant près de vingt ans — relate l'exclusion à main levée le 23 décembre 2009, par le Comité directeur, du metteur en scène de la Cinéscénie, Bruno Retailleau. À la suite de son exclusion du parc, ce dernier quitte aussi le MPF en 2010,.

### Dirigeant dans le domaine de la communication
En 1985, Retailleau prend la direction générale adjointe de la radio locale Alouette située aux Herbiers,, en Vendée, puis de 1987 à 1994, la direction générale de l'école de communication Sciencescom, ultérieurement intégrée à l'école de commerce Audencia à Nantes.

## Parcours politique

### Premiers mandats
C'est aux côtés de Philippe de Villiers que Bruno Retailleau commence sa carrière politique. Élu au conseil général de la Vendée en 1988, dans le canton de Mortagne-sur-Sèvre, il sera réélu en 1994, 2001 et 2008, à chaque fois dès le premier tour.
Lors de sa création par Philippe de Villiers, Bruno Retailleau rejoint le Mouvement pour la France, parti très implanté en Vendée, dont il devient le vice-président[réf. souhaitée].
Au sein de l’exécutif départemental, il devient d’abord vice-président à l’issue du renouvellement de 1994, puis premier vice-président en 2004.

### Entrée à l'Assemblée nationale
Suppléant de Philippe de Villiers lors des élections législatives de 1993, il devient député en octobre 1994, à la suite de la démission de ce dernier, élu au parlement européen. Élu, dès le premier tour, lors d'une élection législative partielle, le 27 novembre 1994, il détient ce mandat jusqu'aux élections législatives de 1997, lors desquelles Philippe de Villiers décide de revenir siéger à l'Assemblée nationale.

### Sénateur de la Vendée
Élu sénateur en 2004 pour la Vendée, Bruno Retailleau est, au Sénat, membre de plusieurs groupes d'études sénatoriaux (Artisanat et services, Littoral et mer, Économie agricole alimentaire, Élevage, Énergie, Médias et nouvelles technologies, Postes et communications électroniques), et préside la commission du dividende numérique.
En 2005, Bruno Retailleau s'oppose à la privatisation des autoroutes, car elles vont « fragiliser l'ensemble du système de financement des infrastructures de transport en France », et « encourager la monopolisation dans ce secteur » puisqu'elles ne s'inscrivent pas dans un cadre concurrentiel et que le « gâteau » est partagé en « monopoles géographiques », ce qui revient à privatiser « la rente autoroutière » et non le « risque ».
En février 2008, après avoir voté contre le traité de Maastricht, il vote également contre la ratification du traité de Lisbonne « parce qu’il [renie] la parole du peuple souverain » et instaure « la primauté du droit européen » sur les « normes constitutionnelles » de la France.
En octobre 2008, il est secrétaire de la mission temporaire sur l'organisation et l'évolution des collectivités territoriales mise en place par le Sénat.
En septembre 2009, le Premier ministre, François Fillon, lui confie une mission temporaire portant sur les mesures qui permettraient d’augmenter le nombre des entreprises de taille intermédiaire (ETI) en France et d’accroître leur contribution à la réindustrialisation du pays. Il préside la mission d'information sur les conséquences de la tempête Xynthia.
Il est, depuis 1998, un intime de François Fillon. Alors que celui-ci est Premier ministre depuis 2007, le nom de Bruno Retailleau est cité, en janvier 2009, pour entrer au gouvernement comme secrétaire d'État à l'économie numérique, mais le président du Mouvement pour la France, Philippe de Villiers, s'y oppose, voyant dans la proposition faite à son bras droit par le Premier ministre un débauchage susceptible de nuire à sa campagne des élections européennes,.

### Président du conseil général de la Vendée

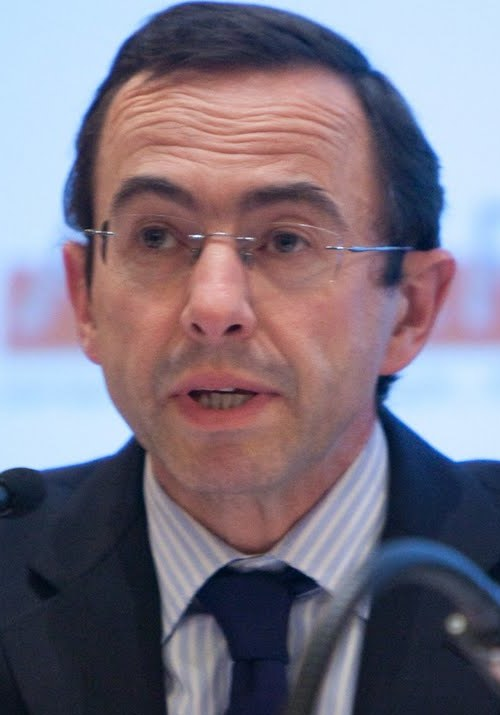
Bruno Retailleau en 2010.

À la suite de la démission de Philippe de Villiers de la présidence du conseil général de la Vendée et de son retrait de la vie politique, le 31 octobre 2010, Bruno Retailleau assure l'intérim de la présidence du conseil général en sa qualité de premier vice-président. Le 30 novembre suivant, il est élu président du conseil général avec 25 voix sur 31. Il est réélu le 31 mars 2011 après le renouvellement partiel de l'assemblée départementale.
Il prend également en 2010 la succession de Philippe de Villiers à la présidence de la SAEM Vendée, émanation du conseil général et organisatrice du Vendée Globe, jusqu'à l'élection d'Yves Auvinet en 2016.
En 2014, Bruno Retailleau s'oppose, au nom de « nos racines culturelles et de nos traditions populaires », à la décision du tribunal administratif de Nantes d'interdire la présence d'une crèche de Noël dans le hall du conseil général de la Vendée, qu'il préside alors,. La cour administrative d'appel de Nantes annule finalement ce jugement en 2015 : Bruno Retailleau se félicite alors d'« une victoire juridique et politique ».

### Adhésion et ascension à l'UMP
Le 23 avril 2010, Bruno Retailleau annonce qu'il n'est « plus sur la même longueur d'onde » que Philippe de Villiers et qu'il quitte le Mouvement pour la France, « ne se retrouvant plus » dans la stratégie du mouvement. Il entretient depuis des relations tendues avec lui.
Bruno Retailleau adhère à l'Union pour un mouvement populaire (UMP) fin février 2012, devenant aussitôt membre du comité de campagne de Nicolas Sarkozy et secrétaire national du parti chargé de la compétitivité et des PME. Seul candidat, il est élu à l'unanimité à la tête de la fédération UMP de la Vendée le 21 décembre 2012, succédant à Louis Guédon.
Il est à l'initiative du « Cercle vendéen », organisation lancée le 27 juin 2011 afin d’attirer des projets d'implantations d'entreprises, ainsi que des idées d'innovations et des perspectives de développement économique,.

### Président du groupe UMP puis REP au Sénat
À compter du 7 octobre 2014, après avoir été réélu sénateur de la Vendée, il devient président du groupe UMP au Sénat, ayant remporté une primaire face à Roger Karoutchi. Il est réélu après les élections sénatoriales de 2017, de 2020 et de 2023.
Il est membre du groupe sénatorial de solidarité, de liaison et de vigilance concernant les chrétiens d'Orient et les minorités au Moyen-Orient.
En 2016, en réaction au naufrage du pétrolier Erika, il contribue à faire inscrire le principe du préjudice écologique dans le code civil.
En 2017, Mediapart le cite comme bénéficiaire, pour un montant de 3 029 € en mars 2012, du système des « remboursements de frais » au sein du groupe UMP au Sénat ; un système mis en cause dans l'affaire de détournement de fonds publics,,. Bruno Retailleau indique qu'il s'agissait du remboursement sur factures du financement d'« activités politiques » (impression de journaux, matériel informatique, etc.).
Bruno Retailleau dépose fin 2019 une proposition de loi pour interdire les « listes communautaristes » aux élections,.
En 2021, « la gestion de l’épidémie ayant mis en lumière un grave défaut d’humanité », il dépose une proposition de loi visant à créer un droit de visite pour les malades, les personnes âgées et handicapées qui séjournent en établissements pour éviter de reproduire l’isolement rencontré lors de la pandémie de Covid-19 en France.

### Président du conseil régional des Pays de la Loire
Bruno Retailleau annonce sa candidature aux élections régionales de 2015 dans les Pays de la Loire où il mène une liste commune aux Républicains et à l'Union des démocrates et indépendants. Durant sa campagne, il affirme sa volonté de voir la reprise des travaux de construction du projet d'aéroport du Grand Ouest. Il rencontre le Premier ministre, Manuel Valls, le 15 décembre 2015, afin de s'assurer du soutien de l'État à ce projet ; il explique dans les colonnes du Point qu'il est prêt à employer la force pour expulser les zadistes, qu'il qualifie de « minorité bornée et ultra-violente ».
Sa liste arrive en tête au premier tour, avec 33,49 % des suffrages, et l'emporte au second, avec 42,70 % (54 des 93 sièges du conseil régional), face aux listes socialiste de Christophe Clergeau (37,56 % des voix et 26 sièges) et Front national de Pascal Gannat (19,74 % des voix et 13 sièges). Le 18 décembre 2015, il est élu président du conseil régional par 54 voix sur 93 et succède ainsi au socialiste Jacques Auxiette. Parmi ses engagements de campagne, figurent l'augmentation des aides à l'apprentissage, un soutien accru à la ruralité et aux PME, ainsi que la diminution des dépenses de fonctionnement de la région Pays de la Loire.
En octobre 2017, en raison de la nouvelle législation sur le cumul des mandats, il démissionne et cède la présidence du conseil régional à Christelle Morançais pour conserver son mandat de sénateur.

### Fidèle de François Fillon
En janvier 2013, après avoir soutenu François Fillon lors du congrès de l'Union pour un mouvement populaire de 2012, qui débouche sur une importante crise politique interne, il est nommé responsable du pôle projet avec la copéiste Valérie Debord, afin d'assister Hervé Mariton,.
Il est un des premiers soutiens de François Fillon pour la primaire française de la droite et du centre de 2016 et coordonne la campagne de celui-ci pour l'élection présidentielle de 2017. Alors que le candidat doit faire face à plusieurs défections de son camp à la suite du l'Affaire Fillon, Bruno Retailleau fait partie, avec Jérôme Chartier et Valérie Boyer, du « noyau dur » de ses soutiens.
En mars 2017, à la suite de la publication du livre-enquête Bienvenue Place Beauvau qui lève le voile sur une prétendue utilisation de la machine policière à des fins politiques sous le quinquennat de François Hollande, il porte avec d'autres ténors LR à la connaissance du Parquet national financier et au procureur de la République une douzaine de faits qui seraient délictueux,.
Soutien de La Manif pour tous (il déclare souhaiter « réécrire » la loi Taubira), il est considéré, en dépit de son éloignement de Philippe de Villiers, comme un représentant de la « droite dure » par le journal Le Canard enchaîné, mais assure avoir un projet au « barycentre des convictions de la droite, la liberté pour l’économie, l’autorité avec l’État et un certain nombre de valeurs civilisationnelles ».
Après l'élection présidentielle de 2017, François Fillon lui transmet la présidence du micro-parti Force républicaine (comptant environ 10 000 adhérents) et le soutien de son ami et leveur de fonds Arnaud de Villardi de Montlaur,,.

### Primaire de la droite pour l'élection présidentielle de 2022
Considérant qu'une élection primaire pour désigner le candidat du parti LR à l'élection présidentielle de 2022 est nécessaire pour éviter une élimination de la droite dès le premier tour, Bruno Retailleau est le premier candidat à se déclarer officiellement le 21 août 2020,,. Mais il renonce à sa candidature en août 2021,. Rappelant que « la droite n'est pas soluble dans le macronisme », Bruno Retailleau indique qu'il votera blanc lors du second tour opposant le président sortant, Emmanuel Macron, et la candidate du RN, Marine Le Pen,.

### Candidat à la présidence des Républicains
Le 2 septembre 2022, Bruno Retailleau se déclare candidat à l'élection pour la présidence du parti Les Républicains prévue début décembre, lors du congrès des Républicains de 2022,. Il reçoit le soutien de 108 parlementaires (députés, sénateurs et députés européens) LR et de personnalités telles que François Fillon, Gérard Larcher, François-Xavier Bellamy, Othman Nasrou, Julien Aubert.
Lors du premier tour, il obtient 34,45 % des voix, se qualifiant pour le second tour face à Éric Ciotti (42,73 %). Il échoue au soir du second tour du scrutin, le 11 décembre 2022, battu avec 46,3 % des voix,.

### Ministre de l'Intérieur
Le 21 septembre 2024, Bruno Retailleau est nommé, après plusieurs échanges entre Matignon et l'Élysée, ministre de l'Intérieur au sein du gouvernement Michel Barnier, succédant à Gérald Darmanin,.
Le 23 septembre 2024, il annonce vouloir « prendre tous les moyens » pour faire « baisser l'immigration ». Il veut rétablir le délit de séjour irrégulier, délit que la France a abrogé par une loi du 31 décembre 2012. Cette abrogation faisait suite à une décision de la Cour de justice de l'Union européenne se fondant sur la directive retour et déniant aux États membres le droit de punir de prison un étranger en séjour irrégulier. Bruno Retailleau déclare également vouloir réformer l'aide médicale d'État, que, dans l'état actuel des choses, il trouve trop favorable aux étrangers en situation irrégulière. Ses propos sur l'immigration (« l'immigration n'est pas une chance ») et sur l'État de droit (qu'il décrit comme n'étant ni intangible, ni sacré) créent des tensions entre une partie du gouvernement et des membres du parti présidentiel.
Le 8 octobre 2024, lors de son premier discours devant les préfets, il annonce que plusieurs accords sont en cours de négociation avec des pays comme l'Irak, le Kazakhstan et l'Égypte, afin de permettre le renvoi de ressortissants étrangers qui ne peuvent être expulsés vers leur pays d'origine. Le lendemain, il déclare qu'il va mettre fin à la circulaire Valls pour durcir les conditions de régularisation des sans papiers.
Le 13 octobre 2024, le gouvernement annonce qu'il portera une nouvelle loi immigration début 2025. Bruno Retailleau indique qu'il s'agira d'un texte similaire à celui déjà voté l'année précédente par le Parlement, mais partiellement censuré par le Conseil Constitutionnel. Il précise également son intention de prolonger de 90 à 210 jours le délai maximum en centre de rétention administrative pour les étrangers « dangereux ».
Dans une circulaire envoyée aux préfets le 29 octobre 2024, le ministre de l’Intérieur demande aux préfectures de police une « complète mobilisation » afin de « renforcer le pilotage de la politique migratoire » et d'obtenir des « résultats »,. Le même jour, au cours de la visite d'État du président de la République française au Maroc, il annonce, depuis Rabat, avoir négocié un accord avec son homologue afin de « raccourcir les délais d'extradition » des immigrés marocains sous obligation de quitter le territoire français,.
Au cours de sa fonction, notamment en lien avec le Garde des sceaux, Gérald Darmanin, il défend une proposition de loi contre le narcotrafic, qui est adoptée le 29 avril par le Parlement,. Il fait diffuser un clip en février 2025, visant à culpabiliser les consommateurs de drogue, et envoie plusieurs circulaires aux préfets dans le but de diminuer voire éliminer les réseaux de vente de drogues,.
Le 23 décembre 2024, il est reconduit au sein du gouvernement François Bayrou et se voit attribuer le titre de ministre d'État.

### Président des Républicains
En février 2025, il se déclare candidat à la présidence des Républicains, face à Laurent Wauquiez.
Le 18 mai 2025, il est désigné président des Républicains par les adhérents du parti. Peu après son élection, il place plusieurs membres de sa « garde rapprochée » à des postes importants : François-Xavier Bellamy comme vice-président des Républicains, Othman Nasrou comme secrétaire général, Agnès Evren et Alexandra Borchio Fontimp comme porte-parole, ou encore l'ancien Premier ministre Michel Barnier comme président du Conseil national.
Le 2 juillet 2025, dans une tribune commune (avec deux vice-présidents du parti Les Républicains) publiée dans le journal Le Figaro, il appelle à « rebâtir un parc nucléaire et stopper le financement des [énergies] renouvelables ». Cette prise de position lui vaut d'être contredit par certains de ses collègues ministres et d'être destinataire d'une mise au point sur les fonctions des ministres par le président de la République. Quelques semaines plus tard, des articles de presse évoquent l'incompatibilité entre sa fonction ministérielle (comprenant, notamment, la solidarité gouvernementale) et son avenir politique,.

## Positionnement idéologique
Bruno Retailleau se réclame d’une droite « qui s’assume » refusant tout accord avec le macronisme. Opposé aux membres de son parti ayant voté en faveur d'Emmanuel Macron, il se présente en 2022 comme « l'anti Sarko ». Ses positions lui attirent la sympathie d'une partie de l'extrême droite en France, notamment le Rassemblement national et Reconquête, qui y voient des similitudes idéologiques avec les leurs.
Qualifié régulièrement de « libéral-conservateur »,, il prône de grandes réformes sur le travail, l’État et le modèle social français et en appelle à « une politique de civilisation » contre l’islamisme ou le « wokisme »,. Partisan d’une réponse plus ferme en matière de sécurité, Bruno Retailleau défend une « révolution pénale » comprenant des mesures telles que l’instauration de courtes peines de prison dès les premiers actes délinquants, l’abaissement de la majorité pénale à 16 ans et la suspension des aides sociales et familiales pour les parents n’assumant pas leurs responsabilités éducatives.
Plaidant pour « une refondation intellectuelle » de la droite, Bruno Retailleau ambitionne de redonner un corpus idéologique à sa famille politique et appelle la droite à se saisir des nouveaux enjeux comme l’écologie, à laquelle il a consacré un ouvrage. Il propose sur ce sujet de relancer le nucléaire, défend l'idée d’une taxe carbone mais s'oppose aux subventions aux énergies renouvelables.

### Questions régaliennes
En novembre 2022, il estime que les dispositions envisagées du projet de loi immigration du gouvernement conduiraient à une augmentation de l’immigration dans le pays.
À la suite de sa nomination comme ministre de l'Intérieur, le discours de celui-ci reprend, selon Mediapart, « les mots et les thèses du Rassemblement national contre l’État de droit et l’immigration », et vise à « séduire l’extrême droite ».

### Questions sociales et économiques
Il défend, en règle générale, la réduction de la dépense publique et la diminution du nombre de fonctionnaires.
En 2016, il s'oppose à la proposition de loi contre le délit d'entrave numérique à l'IVG, qui prévoit l'interdiction de désinformation, soutenant que cela serait contraire à la liberté d'expression. Par corollaire, il s'oppose à l'inscription en 2024 de l'interruption volontaire de grossesse en tant que liberté dans la Constitution française l'estimant « superfétatoire »,.
En 2018, il estime dans un entretien accordé au journal Les Échos qu'une augmentation de la TVA aurait été « une mesure de compétitivité efficace », à la différence de l'augmentation de CSG actée par le gouvernement d'Édouard Philippe l'an précédent, et que les 20 milliards de coûts budgétaires affectés à la suppression de la taxe d'habitation « auraient été mieux utilisés à baisser le coût du travail ». Il qualifie également de « désolante » la forte hausse du SMIC préconisée par son homologue au sein du parti LR Guillaume Peltier, jugeant que le « refrain antilibéral » sous-tendu par cette proposition montre l'utilité de son club de réflexion Force républicaine dans le débat public.
En 2019, il se prononce par ailleurs pour le retour à la semaine de travail de 39 heures pour les salariés.
Pour faire face à la crise économique entraînée par le confinement, il défend l'augmentation du temps de travail hebdomadaire, le recul de l'âge de départ à la retraite et s'oppose à toute hausse d’impôt pour les plus riches.
En 2021, il coécrit, avec Hervé Marseille qui occupe la présidence du groupe Union centriste au Sénat, une résolution non contraignante portant sur la « lutte contre toutes les formes d'antisémitisme ». Cette initiative se révèle analogue à celle antérieurement adoptée de peu à l'Assemblée nationale en 2019 et qui assimile l'antisionisme à la définition de l'antisémitisme.
Il défend en juillet 2022 un amendement visant à réduire la revalorisation du RSA prévue du fait de l'inflation.

### Santé
En mars 2020, quelques jours après le début du confinement, Bruno Retailleau appelle à utiliser la chloroquine promue par le professeur Didier Raoult face à l'épidémie de Covid-19, estimant qu’« elle a un avantage, elle n'est pas chère » et que « de toute façon, qu'est-ce qu'on risque ? Les gens meurent ». Quelques jours après avoir déclaré à propos du traitement à la chloroquine « peut-être faut-il simplement le prescrire en milieu hospitalier. Mais on élargit tout de suite la prescription. Et il faut que le directeur général de la Santé dise à tous les hôpitaux de France : allez-y », Bruno Retailleau affirme qu'il n'a « jamais demandé sa généralisation ».
Jugeant en 2021 le système de santé français trop coûteux par rapport à son niveau d’efficacité, il appelle à en réduire le coût, notamment en diminuant le nombre de personnels administratifs.

### Questions sociétales
Bruno Retailleau est inspiré par des valeurs catholiques traditionalistes. Il dénonce l'héritage de Mai 68, estimant que « les racines du mal, c'est l'idéologie soixante-huitarde ».
Il s'oppose au mariage entre personnes de même sexe en France. Il estime que cette mesure « est le cheval de Troie de la PMA et de la GPA ». En décembre 2021, au Sénat, il vote contre le projet de loi visant à interdire les thérapies de conversion, qui est approuvé avec 305 voix contre 28,.
Fin 2022, après l'assassinat d'une jeune fille par une ressortissante étrangère, connu médiatiquement comme « l'affaire Lola », il propose l'instauration d'un délit de « non-assistance à Français en danger ».
En juillet 2023, dans le contexte des émeutes consécutives à la mort de Nahel Merzouk, Bruno Retailleau déclare que, « malheureusement pour la deuxième, la troisième génération, il y a comme une sorte de régression vers les origines ethniques », des propos qualifiés par certains comme étant racistes. Aurélien Pradié (LR) dénonce lui des « propos idéologiquement racistes » et une « pensée fascisante ».
En janvier 2025, il félicite Alice Cordier, fondatrice du mouvement d'extrême-droite identitaire Némésis et se déclare proche de celui-ci « Némésis, je voulais féliciter la jeune dame que je vois. Bravo pour votre combat. Vous savez que j’en suis très proche » avant de se rétracter deux jours plus tard, affirmant qu'il ne connaissait pas le groupuscule et ignorait ses attaques contre Valérie Pécresse.

### Relations avec l'Algérie
Bruno Retailleau défend une ligne ferme,, dans les différents dossiers importants des relations entre la France et l'Algérie et attend « les résultats » à moyen terme, sous forme d'apaisement. Il attend en particulier que l’Algérie applique strictement l'accord migratoire bilatéral de 1994, qui dispose que l'Algérie doit accepter sur son sol les ressortissants algériens que Paris veut expulser,. Le chef de file LR au parlement européen François-Xavier Bellamy prend sa défense le 5 juillet 2025, en soulignant que « dans l'immédiat, la première chose à faire, c'est d'engager le bras de fer indispensable pour faire valoir nos principes, la libération de Boualem Sansal, nos intérêts, le respect absolu de notre souveraineté sur le plan migratoire », déclaration précédée d'une contextualisation du jour, « on ne peut pas ne pas voir, qu'effectivement le régime algérien, quand il fête son indépendance, ne fait rien d'autre, en fait, que d'insulter, la France, d'insulter les dirigeants français, qui osent enfin parler clair sur la manière dont ce régime se comporte, et je pense en particulier à Bruno Retailleau, qui est insulté en permanence par les radios et télévisions algériennes »,,,.

## Détail des fonctions et mandats électifs

### Au gouvernement
- Depuis le 21 septembre 2024 : ministre de l'Intérieur
- Depuis le 23 décembre 2024 : ministre d'État

### À l'Assemblée nationale
- 27 novembre 1994 – 21 avril 1997 : député non-inscrit, élu dans la Vendée (suppléant de Philippe de Villiers, membre du Parlement européen).

### Au Sénat
- 1er octobre 2004 – 1er octobre 2024 : sénateur, élu dans la Vendée (RASNAG de 2004 à 2011, apparenté UMP de 2011 à 2012, UMP de 2012 à 2015, LR depuis 2015).
- 7 octobre 2014 – 1er octobre 2024 : président du groupe UMP puis Les Républicains.

### Au niveau local
- 6 octobre 1988 – 1er avril 2015 : conseiller général de la Vendée, élu dans le canton de Mortagne-sur-Sèvre.
- 28 mars 1998 – 2 avril 2004 : vice-président du conseil régional des Pays de la Loire sous François Fillon et Jean-Luc Harousseau.
- 30 novembre 2010 – 1er avril 2015 : président du conseil général de la Vendée.
- 18 décembre 2015 – 30 septembre 2017 : président du conseil régional des Pays de la Loire.

### Fonctions politiques
- Depuis le 18 mai 2025 : président des Républicains
- Depuis le 22 décembre 2012 : président de la fédération UMP puis Les Républicains de la Vendée[170].
- février 2012 – 15 janvier 2013 : secrétaire national de l'UMP chargé de la compétitivité et des PME[52].
- Nommé le 15 janvier 2013 délégué général adjoint au projet de l'UMP avec Valérie Debord sous Hervé Mariton[171].

## Synthèse des résultats électoraux

### Élections législatives
| Année | Parti | Parti | Circonscription | Premier/unique tour | Premier/unique tour | Premier/unique tour | Issue |
| Année | Parti | Parti | Circonscription | Voix                | %                   | Rang                | Issue |
| ----- | ----- | ----- | --------------- | ------------------- | ------------------- | ------------------- | ----- |
| 1994  |       | MPF   | 4e de la Vendée | 25 319              | 73,41               | 1er                 | Élu   |

### Élections sénatoriales
| Année | Parti | Parti | Département | Voix  | %     | Rang | Sièges |
| ----- | ----- | ----- | ----------- | ----- | ----- | ---- | ------ |
| 2004  |       | MPF   | Vendée      | 894   | 61,70 | 1er  | 2 / 3  |
| 2014  |       | UMP   | Vendée      | 1 173 | 68,48 | 1er  | 3 / 3  |
| 2020  |       | LR    | Vendée      | 1 225 | 70,77 | 1er  | 3 / 3  |

### Élections régionales
Les résultats ci-dessous concernent uniquement les élections où il est tête de liste.
| Année | Parti | Parti | Région           | 1er tour | 1er tour | 1er tour | 2d tour | 2d tour | 2d tour | Sièges obtenus |
| Année | Parti | Parti | Région           | Voix     | %        | Rang     | Voix    | %       | Rang    | Sièges obtenus |
| ----- | ----- | ----- | ---------------- | -------- | -------- | -------- | ------- | ------- | ------- | -------------- |
| 2015  |       | LR    | Pays de la Loire | 424 951  | 33,49    | 1er      | 620 249 | 42,70   | 1er     | 54 / 93        |

### Congrès des Républicains
| Année | Parti  | Parti | 1er tour | 1er tour | 1er tour | 2d tour | 2d tour | 2d tour | Issue |
| Année | Parti  | Parti | Voix     | %        | Rang     | Voix    | %       | Rang    | Issue |
| ----- | ------ | ----- | -------- | -------- | -------- | ------- | ------- | ------- | ----- |
| 2022  |        | LR    | 22 815   | 34,45    | 2e       | 28 977  | 46,30   | 2e      | Battu |
| 2025  | 72 629 | LR    | 74,31    | 1er      |          |         |         | Élu     |       |

## Distinctions
| Pays   | Distinctions                            | Catégorie                         | Date | Résultats |
| ------ | --------------------------------------- | --------------------------------- | ---- | --------- |
| France | Prix Trombinoscope                      | Personnalité politique de l'année | 2024 | Lauréat   |
| France | Prix Press Club de l'Humour & Politique | Prix du Jury                      | 2019 | Lauréat   |
| France | Prix Trombinoscope                      | Sénateur de l'année               | 2015 | Lauréat   |
| France | Prix Trombinoscope                      | Élu local de l'année              | 2010 | Lauréat   |

## Publications
- Les entreprises de taille intermédiaire au cœur d'une nouvelle dynamique de croissance, La Documentation Française, 23 août 2010, 170 p. (ISBN 978-2110081629).
- Refondation, Éditions de l'Observatoire, 20 mars 2019, 288 p. (ISBN 979-1032906286).
- Aurons-nous encore de la lumière en hiver ? - Pour une écologie du réel, Éditions de l'Observatoire, 21 octobre 2021, 140 p. (ISBN 979-1032924266).